# 特鲁瓦方丹
特鲁瓦方丹（法語：Troisfontaines，法語發音：[tʁwafɔ̃tɛn]；含义均为“三泉”）是法国摩泽尔省的一个市镇，属于萨尔堡-萨兰堡区。

## 地理
特鲁瓦方丹（48°40'10"N, 7°7'1"E）面积12.85 平方千米，位于法国大東部大區摩泽尔省，该省份为法国东北部内陆省份，是洛林的一部分，西南接默尔特-摩泽尔省，东临下莱茵省，北与卢森堡和德国接壤。
与特鲁瓦方丹接壤的市镇（或旧市镇、城区）包括：阿布雷什维莱尔、布鲁代尔多夫、达博、阿尔贝尔、阿尔特兹维莱、奥梅尔、普莱讷德瓦尔什、瓦耶、瓦尔沙伊德。

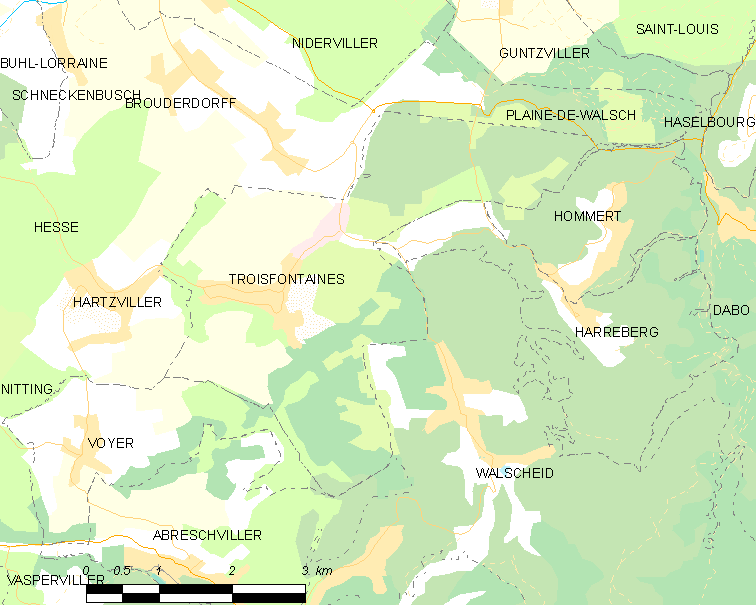
特鲁瓦方丹的OSM定位图

特鲁瓦方丹的时区为UTC+01:00、UTC+02:00（夏令时）。

## 行政
特鲁瓦方丹的邮政编码为57870，INSEE市镇编码为57680。

## 政治
特鲁瓦方丹所属的省级选区为法尔斯堡县。

## 人口

1962-2008年间特鲁瓦方丹人口变化图示

特鲁瓦方丹于2022年1月1日时的人口数量为1259人。